# Fulakora lucida
Fulakora lucida (лат.) — вид примитивных муравьёв рода Fulakora из подсемейства Amblyoponinae (Formicidae), ранее включавшийся в состав родов Amblyopone и Stigmatomma. Эндемик Австралии.

## Распространение
Австралия. Типовое местонахождение: Corrie Creek, Австралийская столичная территория.

## Описание
Мелкие земляные муравьи (длина тела рабочих от 4 до 4,5 мм) с длинными узкими жвалами и хорошо развитым жалом. Мезосома уже головы. Ноги короткие. Передний край клипеуса зубцевидный; петиоль очень широко прикреплён к 3-му абдоминальному сегменту и без отчётливой задней поверхности; постпетиоль отсутствует.
Голова сетчато-пунктированная; мандибулы продольно и мелко полосатые; грудь, петиоль и брюшко мелко пунктированные, гладкие и блестящие. Волоски жёлтые, короткие и прямые, редкие, кроме усиков, ног и вершинных сегментов брюшка. Опушение жёлтое, тонкое и прижатое, обильное на всем протяжении. Голова немного длиннее ширины, спереди немного шире, чем сзади, бока слабо выпуклые, затылочный край прямой, углы сильно закруглены. Мандибулы длинные и узкие, наружный край слабо вогнут, внутренний край слабо выпуклый, снабжён восемью крупными острыми зубцами, вершина длинная и острая. Клипеус выпуклый спереди, кайма снабжена десятью острыми зубцами, почти такими же сильными, как на мандибулах. Лобные кили сближенные, прямые, короткие, усечённые и слегка расходящиеся кзади, нависают, но не совсем скрывают усиковые вставки. 
Скапус короткий, немного заходят за середину головы; первый членик жгутика длиннее трёх последующих, вершинный членик длиннее двух предыдущих вместе. Глаза мелкие, состоят от одной до трёх фасеток, расположены в задней трети головы. Оцеллии у рабочих отсутствуют. Грудь почти в два с четвертью раза длиннее ширины. Промезонотальный шов глубоко вдавлен; мезо-эпинотальный шов обозначен. Пронотум в ширину столько же, сколько в длину, сильно выпуклый по бокам и спереди. Мезонотум на треть шире длины. Эпинотум такой же ширины, как и длина, немного шире сзади, чем спереди. В профиль дорсум эпинотума прямой, задняя наклонная поверхность крутая, её верхний край закруглён в дорсум. Петиоль на одну пятую шире длины, сильно выпуклый спереди и по бокам, отделён широким сужением от постпетиолы; в профиль длиннее высоты, передняя поверхность вертикальная, закруглена в дорсум, который слабо выпуклый; внизу спереди широкий пластинообразный выступ, в половину длины вентральной поверхности, значительно длиннее высоты.
- Голова рабочего
- Голова самца

## Систематика
Вид был впервые описан в 1934 году австралийским мирмекологом Джоном Кларком (John S. Clark, 1885—1956, Национальный музей Мельбурна) под названием Amblyopone (Fulakora) lucida Clark, 1934. С 2012 года вид включали в состав рода Stigmatomma (подсемейство Понерины). В 2016 году Fulakora был восстановлен из синонимии с Stigmatomma и вид получил современное название.